# اللومی
ال-لومی یک منطقهٔ مسکونی در یمن است که در استان صنعا واقع شده‌است.